# Truppenübungsplatz Putlos
Koordinaten: 54° 19′ 28,7″ N, 10° 50′ 41,9″ O

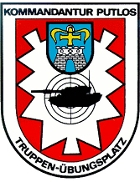
Wappen TrÜbPlKdtr Putlos

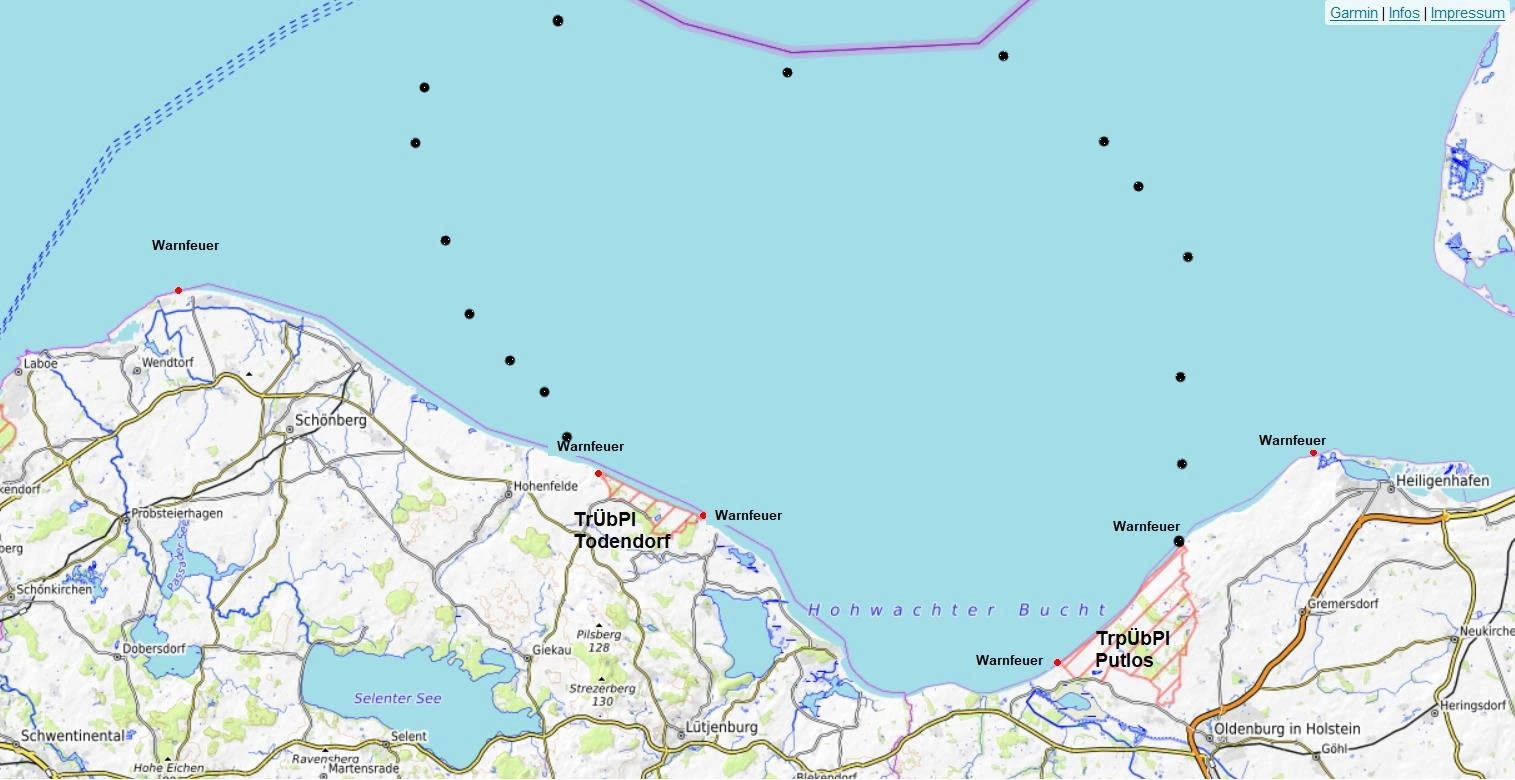
TrÜbPl Putlos und Todendorf

Der Truppenübungsplatz Putlos (TrÜbPl Putlos) ist ein Übungsplatz der Bundeswehr in Schleswig-Holstein. Mit dem der Truppenübungsplatzkommandantur (2015 erfolgte ein Unterstellungswechsel) unterstellten Truppenübungsplatz Todendorf ist er der einzige Truppenübungsplatz in Schleswig-Holstein und deutschlandweit der einzige mit Küstenanbindung. Zwar ist er mit einer Landfläche von nur etwa 12,5 km² vergleichsweise klein, jedoch umfasst der zum Platz gehörende Sicherheitsbereich auf See eine Fläche von etwa 486 km². Der Übungsplatz ist dem Unterstützungskommando der Bundeswehr unterstellt und gehört zum „Bereich Truppenübungsplatzkommandantur NORD“.
Auf dem Truppenübungsplatz befinden sich die Dolmen von Putlos.

## Geografie

### Lage
Der Truppenübungsplatz Putlos liegt im Kreis Ostholstein unmittelbar westlich der Stadt Oldenburg in Holstein und direkt an der Ostseeküste an der Hohwachter Bucht. Er befindet sich etwa 50 km östlich der Landeshauptstadt Kiel und etwa ebenso weit nördlich der Hansestadt Lübeck, mit der er durch die BAB 1 sowie die in Ausbauplanung befindliche Bahnstrecke der Vogelfluglinie verbunden ist. Der Umgebungsbereich ist touristisch erschlossen, westlich schließt sich das Seebad Weißenhäuser Strand, östlich der Campingplatz Blank Eck an.

### Warngebiete und Warnfeuer
Seit 1986 weisen Warnfeuer den Schiffsverkehr auf die militärische Sperrzone auf See bei Schießübungen hin. Das Leuchtfeuer hat eine Tragweite von mindestens sechs Seemeilen und ist bis an die Südwestspitze von Fehmarn (Krummsteert) wahrnehmbar.
Der weiße Betonturm mit rotem Laternenhaus, Galerie und rundem Flachdach steht in der Hohwachter Bucht innerhalb des Truppenübungsplatzes, südwestlich von Heiligenhafen. Das Warnfeuer dient neben dem militärischen Schießgebiete Putlos auch dem Gebiet Todendorf als Warnfeuer:
Mit roten und gelben Lichtsignalen macht der Turm in den militärischen Sperrgebieten darauf aufmerksam, dass die Deutsche Marine Schießübungen auf Luft- und Seeziele durchführt. Beim Lichtzeichen „Fl Y“ (flash yellow) herrscht Schießbetrieb im Warngebiet Todendorf, bei „Fl R“ (flash red) im Warngebiet Putlos, bei wechselndem Fl Y, Fl R in beiden Warngebieten.
Die Warngebiete werden an Land zusätzlich durch Stangen mit einem gelben liegenden Kreuz als Toppzeichen und der Aufschrift „Warngebiet“ oder „Warn-G.“ markiert. Auf dem Wasser erfolgt die Markierung durch gelbe Fasstonnen, Leuchttonnen oder Spierentonnen. Bei Schießübungen werden die Sperrgebiete zusätzlich durch Sicherungsboote der Todendorf-Klasse überwacht. Zudem eine Durchsage zu den aktuellen Gefahrenbereichen über Funk auf Kanal 11 bzw. 16.
Das Warnfeuer ist Bestandteil einer Kette von insgesamt sechs Türmen in diesem Gebiet (von West nach Ost):
- Leuchtfeuer Heidkate
- Leuchtfeuer Hubertsberg
- Leuchtturm Neuland
- Leuchtfeuer Wessek
- Leuchtfeuer Blankeck
- Leuchtfeuer Heiligenhafen

### Landschaftsraum und kulturhistorische Bedeutung
Putlos ist Teil des eiszeitlich geformten östlichen Hügellandes Schleswig-Holsteins, einer formenreichen Landschaft, zu der auch die südlich anschließende Holsteinische Schweiz gehört. Der etwa 65 m hohe Wienberg, eine der höchsten Erhebungen im Gebiet des Truppenübungsplatzes, beherbergt eine bedeutende bronzezeitliche Fundstätte: ein Bodendenkmal bestehend aus 30 bis 150 Meter langen Hünengräbern aus der Zeit um 2.500 v. Chr. Die Gräber gelten als die größte geschlossene Anlage dieser Art in Norddeutschland.

### Bedeutung und Schutz des Naturraums
Die bis in die 1930er Jahre vorhandenen Waldflächen des ehemaligen Gutes Putlos wurden nutzungsbedingt dezimiert und in extensive Graslandschaften mit naturschutzfachlich hoher Bedeutung überführt.
Nachdem der hohe Naturwert vieler Truppenübungsplätze erkannt wurde, schuf der Bundesverteidigungsminister auf Grundlage der in den 1990er Jahren erfolgten Biotopkartierung ein umfassendes Regelwerk zur Sicherung der Natur. Bei Eingriffsvorhaben wird in Anlehnung an das zivile Naturschutzrecht unter anderem eine Standortanalyse der Schutzgüter Boden, Wasser, Arten- und Biotopschutz gefordert. Des Weiteren ist für jeden Übungsplatz ein Benutzungs- und Bodenbedeckungsplan (BB-Plan) zu erstellen, dem eine Raumanalyse zur Naturausstattung und Geologie vorangeht. Dies hat für den Truppenübungsplatz Putlos bedeutet, dass er aufgrund seiner besonders wertvollen Biotopausstattung gemäß den RL 92/43/EWG und 79/409/EWG als Natura-2000-Gebiet an die EU zu melden war (Bundesministerium der Verteidigung 2003).

## Geschichte
Der Truppenübungsplatz Putlos entstand im Zuge der allgemeinen Aufrüstung im Jahre 1935 zunächst vorwiegend als Schieß- und Übungsplatz der noch jungen Panzertruppe der Wehrmacht. Der hier gelegene Hof Georgenhof ⊙ wurde zu dieser Zeit von dem späteren Oberst und letzten Kommandeur der 7. Panzer-Division Hans Christern bewirtschaftet. Weitere niedergelegte Höfe waren das Gut Putlos ⊙, Weidehof ⊙ und Schassau ⊙. Während des Krieges wurden außerdem Flugabwehrtruppen ausgebildet.
Bis 1957 stand der Platz unter britischer Verwaltung, danach wurde er von der Bundeswehr übernommen. Seit dieser Zeit waren in der von „Steinlager“ in „Wagrien-Kaserne“ umbenannten Liegenschaft, die inzwischen zum TrÜbPl Putlos gehört, unterschiedliche Verbände und Einheiten stationiert, bis 1993 war dies zunächst das Jägerbataillon 512. Nach dessen Auflösung war zunächst auch die Zukunft der Kaserne unklar, heute beheimatet sie jedoch auch wieder fest stationierte Truppen.

### Wappen
Blasonierung: Frühgotisches Halbrundschild (Spanischer Schild) in rot mit silbernem Bord, darauf ein silbernes Nesselblatt mit einem zentral angeordnetem Fadenkreuz und einem symbolischen Kampfpanzer, sowie im oberen Bereich das Wappen des Kreises Ostholstein. Im oberen Teil des Bordes der Schriftzug „KOMMANDANTUR PUTLOS“ und im Halbrund folgend „TRUPPEN-ÜBUNGSPLATZ“.

### Flüchtlingslager
Der Truppenübungsplatz Putlos und die Wagrien-Kaserne wurde in seiner Geschichte bislang drei Mal für die Unterbringung von Flüchtlingen genutzt.

#### Das Ende des Zweiten Weltkrieges
Nach dem Zweiten Weltkrieg lebten in Putlos vorübergehend rund 5000 Menschen, die aus den Ostgebieten geflüchtet waren. Sie waren in den Baracken der übenden Truppe untergebracht.

#### Das Ende der DDR
Im November 1989 wurde der Truppenübungsplatz Putlos für die Unterbringung von 950 Flüchtlingen aus der damaligen Deutschen Demokratischen Republik (DDR) genutzt. Die zu diesem Zeitpunkt für Übungen stationierten 700 Soldaten wurden in die Heimstandorte zurückgeschickt. In den Abendstunden des 6. Novembers 1989 kamen die Flüchtlinge aus der Prager Botschaft nach 20-stündiger Reise in zwei Sonderzügen am Oldenburger Bahnhof an. Mit 15 Bussen der Bundeswehr wurden die Flüchtlinge anschließend zur vorübergehenden Unterbringung in die Kaserne gebracht.

#### Flüchtlingskrise 2015
Im Zuge der durch den Bürgerkrieg in Syrien ausgelösten Flüchtlingskrise in Deutschland ab 2015 mussten auch in Schleswig-Holstein zahlreiche Flüchtlinge vorübergehend untergebracht werden. Da die Kapazitäten der bisherigen Aufnahmelager nicht ausreichten, wurden auf Ersuchen des damaligen Innenministers Stefan Studt auch Bundeswehrliegenschaften zur Nutzung in Betracht gezogen. Nach Genehmigung durch das Bundesministerium der Verteidigung wurde im September 2015 im Truppenlager des Truppenübungsplatzes Putlos in der Wagrien-Kaserne eine Landesunterkunft für bis zu 800 Asylbewerber eingerichtet und ab Dezember auf bis zu 1500 Plätze erweitert. Aufgrund der stark gesunkenen Flüchtlingszahlen wurde die Landesunterkunft zum 15. Juni 2016 geschlossen und an die Bundeswehr zurückgegeben.

## Aktuelle Nutzung
Wenngleich der Übungsplatz durch seine geringe Ausdehnung an Land nur eingeschränkte Möglichkeiten für Bewegungen im großen Rahmen bietet, können auf ihm nahezu alle Waffensysteme des Heeres schießen. Er bietet Möglichkeiten für
- Schul- und Gefechtsschießen
- Bordwaffen gepanzerter Fahrzeuge bis 120 mm
- Rohr- und Raketenartillerie auf Seeziele, auch direktes Richten
- Mörser auf Land- und Seeziele
- Panzerabwehrlenkflugkörper (MILAN; TOW, HOT auch von Hubschraubern)
- Handwaffen
- Maschinenwaffen
- Panzerabwehrhandwaffen (auch HEAT-RA)
- Wurfstände für Handgranaten
- Sprengplätze
- Panzerhaubitze PzH 2000 (155 mm)
- Raketenartilleriesystem MARS
- Schießen mit der Fliegerfaust Stinger

Die aktuellen Schießzeiten werden der Schifffahrt zur Kenntnis gebracht.
Bis zur Entscheidung über die Außerdienststellung des Waffensystems Gepard im Jahre 2010 war die Heeresflugabwehrtruppe Hauptnutzer des Platzes.
In Putlos befindet sich das Spezialpionierausbildungs- und Übungszentrum Putlos. Neben Möglichkeiten der Ausbildung im Feldlagerbau und -betrieb gibt es auf dem Platz auch eine Pipelinepionierausbildungsanlage.
Im Sommerhalbjahr finden auf dem Gelände des Truppenübungsplatzes Zeltlager der Jugendorganisationen verschiedener Rettungsdienste statt. Die Standortverwaltung bewertet diese Vernetzung, wie auch die öffentlichen Besuchstage, als bedeutsamen Beitrag zur Erhaltung des Platzes.
Das Gelände wird auch für die Austragung der ADAC Holsten-Rallye genutzt. Allerdings haben Zuschauer keinen Zutritt.

## Neuausrichtung im Rahmen der Bundeswehrreform 2011
Auch der Truppenübungsplatz Putlos war im Rahmen der Bundeswehrreform 2011 betroffen. Das Schießausbildungszentrum, das Flugabwehrregiment 6 und die Sanitätsstaffel wurden aufgelöst. 480 Dienstposten fielen dadurch weg, es verblieben in der Wagrien-Kaserne 250 Dienstposten.
Die wirtschaftliche Wertschöpfung, die zuvor auf die ganze Region ausstrahlte, wurde mit dieser Entscheidung unmittelbar beeinträchtigt.

## Zwischenfälle
Ende Mai 2011 schoss ein Soldat mit einer infrarotgelenkten Flugabwehrrakete des Typs FIM-92 Stinger in Putlos auf ein bemanntes Schleppflugzeug. Nach diversen Vorübungen sollte auf der Schießbahn 6 des Truppenübungsplatzes auf unbemannte Drohnen geschossen werden. Schon vor dem eigentlichen Einsatzzeitpunkt gab der Feuerleiter, ein Feldwebel, den Abschussbefehl. Daraufhin schoss der Soldat den Lenkflugkörper irrtümlich auf ein ziviles Flugzeug, das auf einer benachbarten Schießbahn Schleppziele zog. Bei der Gerichtsverhandlung 2013 blieb zudem unklar, weshalb die Rakete mit einer angegebenen Trefferquote von 80 Prozent das Flugzeug verfehlte und in einem Waldstück des Schießplatzes einschlug. Gegen den Feldwebel wurden ein Straf- und ein Disziplinarverfahren eingeleitet. Ersteres wurde 2013 auf Antrag der Staatsanwaltschaft gegen eine Geldbuße eingestellt.

## Truppenübungsplatz Todendorf

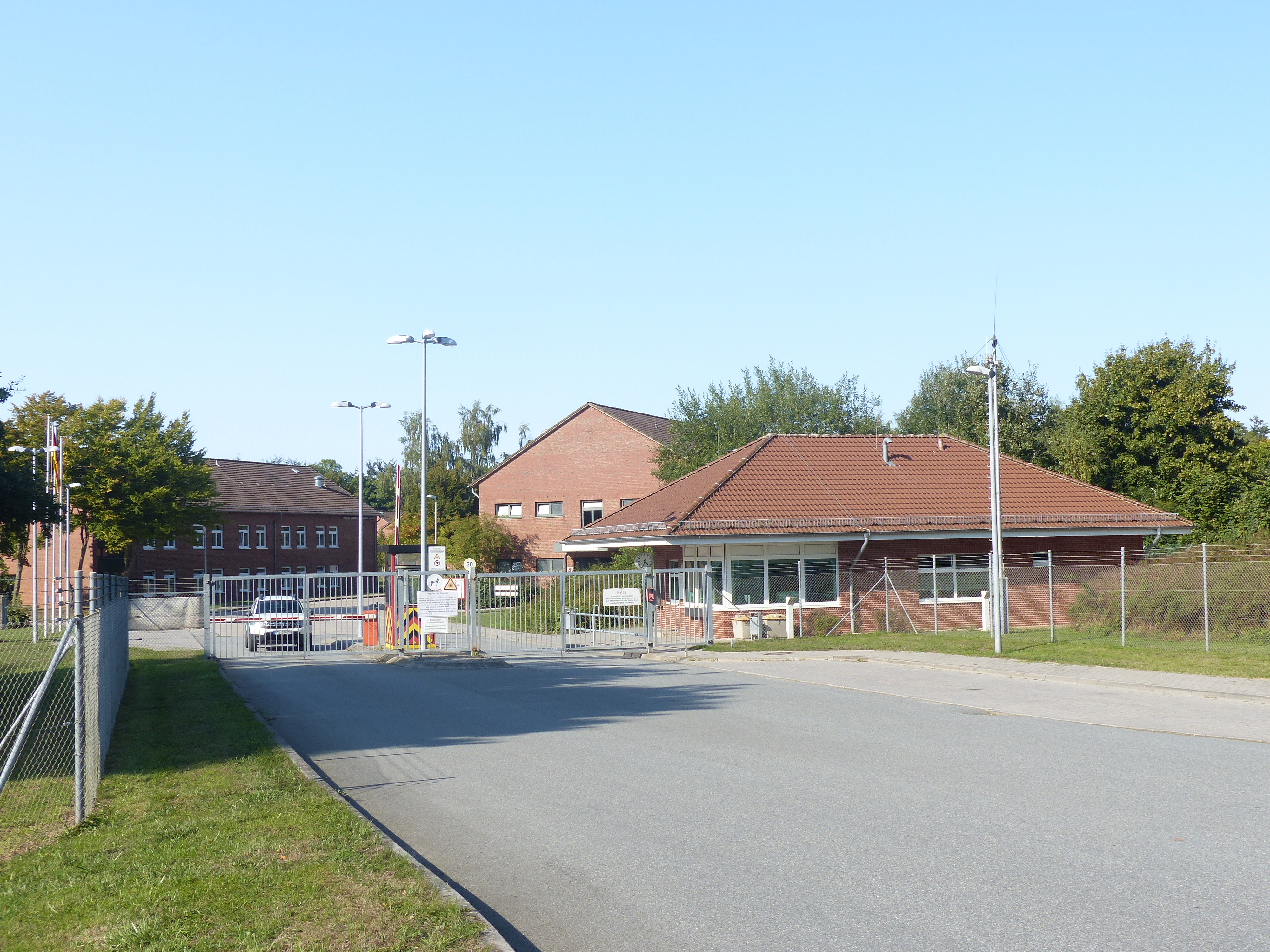
Schießplatz Todendorf

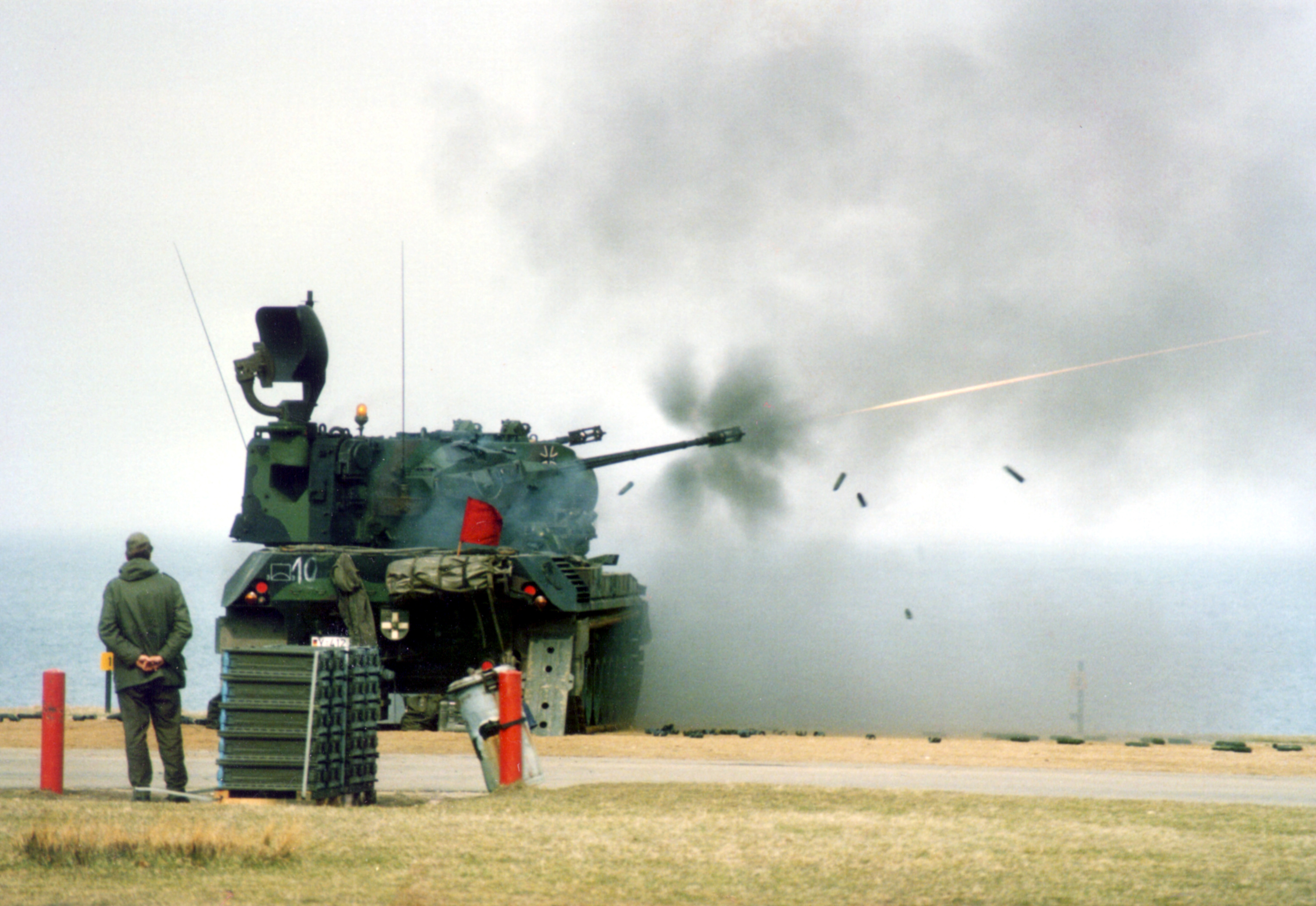
FLAK-Panzer Gepard beim Übungsschießen in Todendorf 1987.

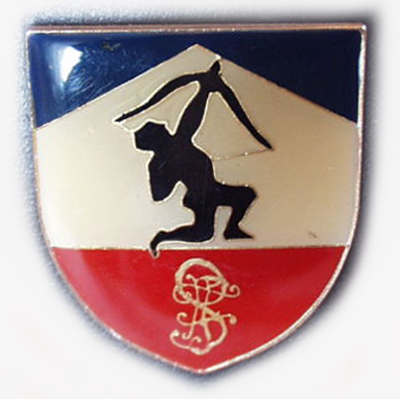
Ehemaliges Internes Verbandsabzeichen der Truppenübungsplatzkommandantur Todendorf

In Todendorf befindet sich der etwa drei km² große Truppenübungsplatz Todendorf, der heute eine Außenstelle des Truppenübungsplatzes Putlos ist.
Ursprünglich hatte die britische Besatzungsmacht geplant, in Hohwacht einen Flugabwehr-Schießplatz einzurichten. Dazu sollten die ehemaligen Stellungen der Wehrmacht genutzt werden. Dieses Vorhaben wurde aber aufgrund von Bürgerprotesten, die den Tourismus gefährdet sahen, nicht umgesetzt. Die britische Militärführung entschloss sich daraufhin, wenige Kilometer westlich auf dem Gelände des Gutes Todendorf einen neuen Schießplatz aufzubauen.
Mit dem Beschlagnahmebescheid vom 20. März 1952 wurde trotz diverser Beschwerden und Protesten von Bürgern, Gemeinde, Bundestag und Regierung mit dem Bau von zwei Lagern und zwei Schießbahnen begonnen. Am 29. Januar 1953 bekam der Bürgermeister der Gemeinde Panker einen zweiten Beschlagnahmebescheid, diesmal von der amerikanischen Besatzungsmacht. Direkt westlich neben dem englischen Lager entstanden so ein weiteres Lager und eine Schießbahn.
Mit Einrichtung der amerikanischen Kommandantur wurde der „Schießplatz Todendorf“ in „Nato-FlaSchießplatz Todendorf“ umbenannt. Im Jahr 1956 begann unter Leitung der britischen Kommandantur der Ausbau eines weiteren Lagers und einer weiteren Schießbahn. Im Jahr 1956 wurde auf den Schießbahnen in Todendorf an 260 Tagen geschossen.
Am 31. März 1958 wurden die drei britischen Lager und Schießbahnen an den deutschen Kommandanten übergeben. Die Übergabe des amerikanischen Lagers und der Schießbahn erfolgte 1962. Der NATO-Status wurde am 1. Juli 1962 aufgehoben. Die neue Bezeichnung lautete: „Truppenübungsplatz und Flugabwehrschießplatz Todendorf“.
Seit 2012 ist dort in der Kaserne in Todendorf die Flugabwehrraketengruppe 61 der Luftwaffe stationiert (bis 2023 mit MANTIS (Flugabwehrsystem), seit 2024 mit IRIS-T SLM).
Im Jahr 2023 errichtete Diehl Defence zusammen mit der Bundeswehr ein Ausbildungszentrum für das bodengebundene Flugabwehrsystem IRIS-T SLM auf dem Truppenübungsplatz Todendorf.
Zuständig für den Übungsplatz ist der Bereich Truppenübungsplatzkommandantur Nord.